# Cavaso del Tomba
Cavaso del Tomba település Olaszországban, Veneto régióban, Treviso megyében. Lakosainak száma 2911 fő (2023. január 1.). Cavaso del Tomba Alano di Piave, Castelcucco, Monfumo, Pederobba és Possagno községekkel határos.

## Népesség
A település népességének változása:
| Lakosok száma | 2937 | 2914 | 2911 |
|               | 2017 | 2018 | 2023 |